# アムピオス
アムピオス（古希: Ἅμφιος, Amphios）は、ギリシア神話の人物である。アンピオス、アンフィオスとも表記される。主に、
- メロプスの子
- セラゴスの子

が知られている。以下に説明する。

## メロプスの子
このアムピオスは、ペルコテの予言者メロプスの子で、アドラストスと兄弟である。死を予見した父の忠告に従わずにトロイア戦争に参加したが、ディオメーデースに殺され、武具を剥ぎ取られた。

## セラゴスの子
このアムピオスは、パイソスの出身で、セラゴスの子である。トロイア戦争で大アイアースに討たれた。